# Präfekturuniversität für Gesundheitswissenschaften Yamagata

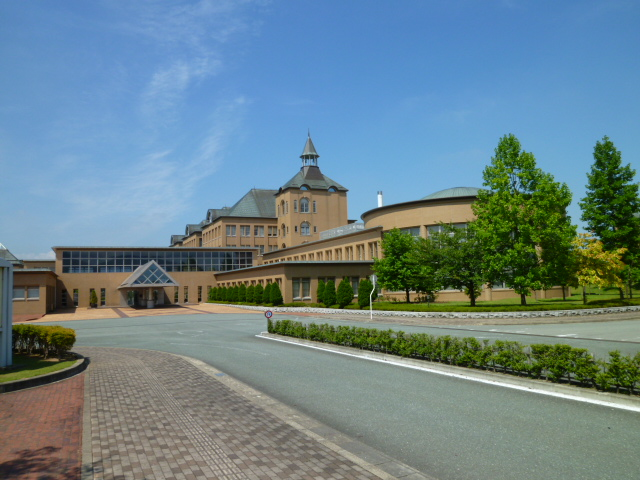
Haupteingang (2011)

Die Präfekturuniversität für Gesundheitswissenschaften Yamagata (japanisch 山形県立保健医療大学 Yamagata-kenritsu hoken iryō daigaku; engl. Yamagata Prefectural University of Health Sciences, kurz: YPUHS) ist eine öffentliche Universität in Yamagata in der Präfektur Yamagata (Japan).
Der Ursprung der Universität liegt in der 1954 gegründeten Präfekturalen Höheren Krankenpflegeschule Yamagata (山形県立高等看護学院 Yamagata-kenritsu kōtō kango gakuin). 1957 fügte sie den Kurs für Öffentliche Gesundheitspflege hinzu.
1997 wurde sie in Präfekturale Kurzuniversität für Gesundheitswissenschaften Yamagata (山形県立保健医療短期大学, Yamagata-kenritsu hoken iryō tanki daigaku) reorganisiert. Der Campus wurde im gleichen Jahr neben dem Präfekturalen Krankenhaus eröffnet. 2000 entwickelte sie sich zur vierjährigen Präfekturuniversität für Gesundheitswissenschaften Yamagata. 2004 richtete sie die Graduiertenschule (Masterstudiengang) ein, und 2017 begann der Doktorkurs.

## Fakultäten
- Fakultät für Gesundheitswissenschaften
  - Abteilung für Pflegewissenschaft
  - Abteilung für Physiotherapie
  - Abteilung für Ergotherapie